# Андрій Єловицький
Андрі́й Дани́лович Єлови́цький (? – до 1684) – руський (український) шляхтич з роду Єловицьких, власного гербу Єловицьких. Землевласник у Луцькому та Кременецьких повітах Волинського воєводства та Овруцькому старостві Київського воєводства Речі Посполитої. Військовий та державний діяч.

## Відомості
Андрій-Владислав Єловицький на Кам‘яниці – войський луцький, син кременецького войського, згодом підкоморія Данила Єловицького. У шлюбі з Олександрою (Олександрою-Маріанною) Бабинською. Володіли маєтками у Бабині, Городищі, Кам’яному, Кам’яниці, Ласках, Лінчині та ін. Усі зазнали спустошень покозаченими селянами й татарами під час Хмельниччини. У 1648 році Андрій Єловицький був поборцею подимного збору з євреїв у Волинському воєводстві. Відомо, що під час повстання Богдана Хмельницького подружжя кілька років перебувало в Криму, після того як потрапили в полон татарам (козакам?). 1649 року на луцькому гроді подружжя Єловицьких позивалося до Станіслава-Яна Конецпольського, Гризельди Вишневецької та її сина і майбутнього короля Михайла Корибута-Вишневецького за те, що їхні піддані – рівненські гайдуки, напали на обоз який прибув з Городища і стояв у передмісті Рівного рятуючись від прогнозованого набігу татар.
1664 року Олександра Бабинська позивалася на люблінському трибуналі до ротмістра Яна Бокші: «Коли під час посполитого рушення, де під бронею, під Радомишлем, а потім після підписання трактатів з козаками під Чудновом 12 жовтня 1660 року, позваний перейшов річку Случ з кільканадцятьма озброєними кінними людьми і пограбував дідичні маєтки Лінчин, Кам’яне, Селище, Вири." Даний епізод є відголосом Чуднівської битви у якій імовірно брав участь і войський луцький Андрій Єловицький.
Станом на 1684 рік Олександра Бабинська зазначена вдовою. Про нащадків цього подружжя наявні джерела не згадують.